# Église de la Conversion-de-Saint-Paul de Saint-Paul
Pour les articles homonymes, voir Église de la Conversion-de-Saint-Paul.
L'église de la Conversion-de-Saint-Paul de Saint-Paul est une église catholique de l'île de La Réunion, département d'outre-mer français dans le sud-ouest de l'océan Indien. Située au 68, rue Labourdonnais à Saint-Paul, l'église, ainsi que 
le clocher latéral, le calvaire, la grille et le sol de la place, est inscrite au titre des Monuments historiques depuis le 13 décembre 2010,,.